# Assurance vieillesse
 (janvier 2012).
Si vous disposez d'ouvrages ou d'articles de référence ou si vous connaissez des sites web de qualité traitant du thème abordé ici, merci de compléter l'article en donnant les références utiles à sa vérifiabilité et en les liant à la section « Notes et références ».
 (septembre 2016).
Améliorez-le ou discutez des points à vérifier. 
L’assurance vieillesse est une forme de mutualisation des risques entre des individus. Le risque est ici d’être dans une situation de dépendance liée à la vieillesse.

## En France

Les régimes de l'Assurance maladie en 2006.

Le système actuel de retraite a été mis en œuvre en 1945, mais les différents types de régime ont tendance à se raprocher.
Son montant est fonction du salaire moyen d'un certain nombre d'années de travail, de la durée d'assurance et d'un taux qui est déterminé par la durée totale d'assurance et/ou l'âge de l'assuré.
Une retraite minimum est accordée.

## En Suisse
L'assurance vieillesse en Suisse est basée sur le système des trois piliers.